# Microregiunea Hajdúböszörmény
Microregiunea Hajdúböszörmény (în maghiară Hajdúböszörményi kistérség) a fost o microregiune statistică (kistérség) din județul Hajdú-Bihar, Ungaria.
Cu o populație de 57.169 locuitori și o suprafață de 731,05 km2, aceasta a existat până în 2014, când în Ungaria, microregiunile ”kistérségek” au fost înlocuite de districte (járások).